# Villaluenga de la Sagra
Villaluenga de la Sagra és un municipi de la província de Toledo, a la comunitat autònoma de Castella la Manxa.
L'any 1928 l'empresa Asland inaugurà una fàbrica de ciment al poble, amb la presència del rei Alfons XIII, acompanyat per Primo de Rivera i Joan Antoni Güell i López, president d'Asland.

## Demografia
| 1996  | 1998  | 1999  | 2000  | 2001  | 2002  | 2003  | 2004  | 2005  | 2006  |
| ----- | ----- | ----- | ----- | ----- | ----- | ----- | ----- | ----- | ----- |
| 2.639 | 2.629 | 2.639 | 2.642 | 2.648 | 2.678 | 2.792 | 2.929 | 3.049 | 3.216 |